# グルームブリッジ1618
グルームブリッジ1618は、おおぐま座に位置する、太陽系から15.9光年という近距離にあるK型主系列星である。肉眼では観測できない。
イギリスの天文学者スティーヴン・グルームブリッジが発見した。年周視差が早くから観測されていた星のひとつで、1884年の測定値は322±23ミリ秒だった。ただし、これは現在の測定値である205ミリ秒より大きい。この星の性質はスペクトル分類におけるK型とM型の境界に近く、一部の研究ではM型に分類されている。また、くじら座UV星タイプの閃光星だが、赤色矮星の中では比較的明るく、活動も穏やかな方である。
グルームブリッジ1618は太陽系近傍のデブリ円盤の検出を目的とするサーベイ（掃天観測）の対象になってきたが、円盤は見つかっていない。アストロメトリー観測によれば、木星質量の3-12倍より大きな惑星は（公転周期が5年から50年の範囲内には）存在しない。
| 太陽 | グルームブリッジ1618 |
| ---- | -------------------- |
| 太陽 | Exoplanet            |